# Northeast Slope (Dakota del Norte)
El Territorio no Organizado de Northeast Slope es un territorio no organizado (en inglés, unorganized territory, UT) del condado de Slope, Dakota del Norte, Estados Unidos. Según el censo de 2020, tiene una población de 45 habitantes.

## Geografía
Está ubicado en las coordenadas 46°35′34″N 103°03′19″O / 46.59278, -103.05528 (46.592879, -103.055238). Según la Oficina del Censo, tiene una superficie total de 188.36 km², de los cuales 188.23 km² corresponden a tierra firme y 0.13 km² están cubiertos de agua.

## Demografía
Según el censo de 2020, hay 45 personas residiendo en la zona. La densidad de población es de 0.24 hab./km². La totalidad de los habitantes son blancos. No hay hispanos o latinos residiendo en la región.